# 화이팅 패밀리
《화이팅 패밀리》는 2012년 개봉한 대한민국 영화이다.

## 줄거리
임신은 퇴사 사유?! [인 굿 컴퍼니]
사보 만드는 출판사의 철우는 사장으로부터 지시를 받고 임신한 여직원에게 해고를 통보한다. 여직원은 다른 직원들과 함께 파업을 선언하고, 사보 마감이 닥치자 철우는 직원들을 설득해 그 여직원을 왕따 시킨다. 마감이 절정에 이르던 어느날, 철우의 아내는 만삭의 몸으로 무리하게 일을 하다 양수가 터져 응급실로 향하고, 결국 일을 팽개치고 병원으로 달려가는데...
아내의 사회 생활을 위해 임신과 출산은 남편이?! [해마 가족]
둘째의 임신으로 직장 내 업무에서 밀리고 후배들한테 치이던 쇼호스터 연정. 몸도 마음도 피폐해진 채, 결국 낙태를 결심하기에 이르자 남편 민혁은 자신이 직접 출산과 육아를 담당하겠다는 폭탄 선언을 하는데...
9월 13일, 가족 사수 프로젝트가 시작된다!

## 출연진
- 이명행 - <인 굿 컴퍼니> 철우 역
- 최희진 - <인 굿 컴퍼니> 지원 역
- 배용근 - <해마 가족> 민혁 역
- 양은용 - <해마 가족> 연정 역
- 장소연 - <인 굿 컴퍼니>
- 서영주 - <인 굿 컴퍼니>
- 김민서 - <인 굿 컴퍼니>
- 이우정 - <인 굿 컴퍼니>
- 박란 - <인 굿 컴퍼니>
- 강예서 - <해마 가족>
- 선우슬기 - <해마 가족>
- 김한 - <해마 가족>
- 서동수 - <해마 가족>